# Turrillia vitiensis
Turrillia vitiensis är en tvåhjärtbladig växtart som först beskrevs av William Bertram Turrill, och fick sitt nu gällande namn av Albert Charles Smith. Turrillia vitiensis ingår i släktet Turrillia och familjen Proteaceae. Inga underarter finns listade i Catalogue of Life.